# Jakob Laurenz Sonderegger
Jakob Laurenz Sonderegger, auch (Jacob) Lorenz Sonderegger (* 22. Oktober 1825 in Balgach, heimatberechtigt ebenda; † 20. Juni 1896 in St. Gallen), war ein Schweizer Arzt und Pionier der Gesundheitspflege.

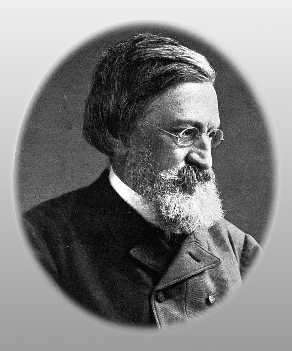
Laurenz Sonderegger, 1890

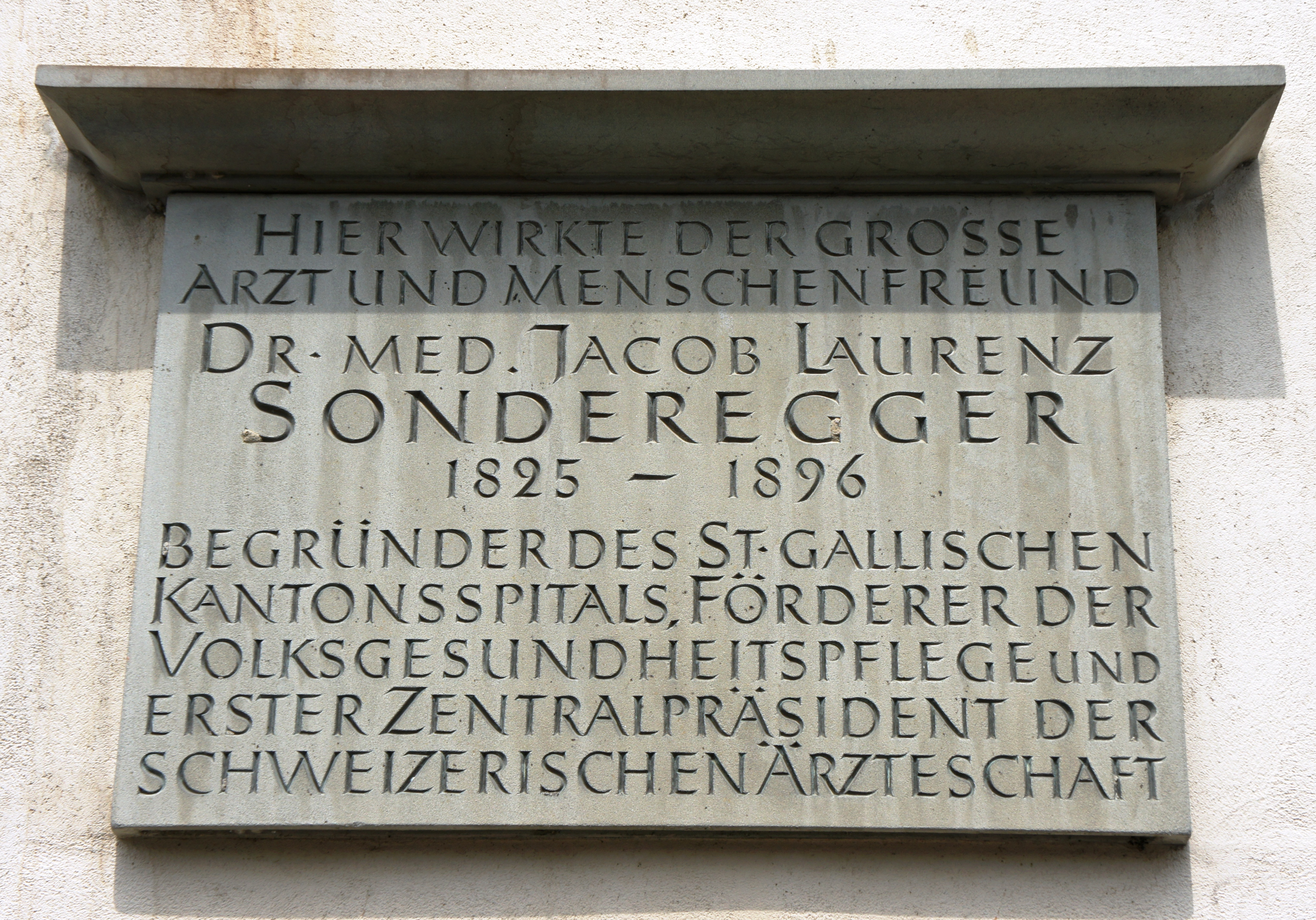
Gedenktafel in Balgach für den ersten Zentralpräsidenten der Schweizerischen Ärzteschaft

## Leben
Jakob Laurenz Sonderegger wuchs im St. Galler Rheintal auf. Sein Vater war Verwalter von Schloss Grünenstein und Ammann in Balgach. Er besuchte das Gymnasium in St. Gallen und studierte Medizin in Zürich, Würzburg (im Wintersemester 1848, unter anderem bei Carl Friedrich von Marcus und Cajetan von Textor), Wien, Prag und Leipzig. Er führte eine eigene Arztpraxis in Balgach, Altstätten und St. Gallen.
Sonderegger war Begründer des Gemeindespitals in Altstätten (heute Regionalspital) und des St. Galler Kantonsspitals. Er war 15 Jahre Präsident des Rheintaler Ärztevereins und erster Zentralpräsident der Schweizerischen Ärzteschaft (heute FMH).
Im Jahr 1873 veröffentlichte der Medizinhygieniker ein Volkslehrbuch über Hygiene mit dem Titel Vorposten der Gesundheitspflege.